# Andy Warhol and his Clan
Andy Warhol and his Clan è un documentario del 1970 diretto da Bert Koetter e basato sulla vita del pittore statunitense Andy Warhol.